# Silvano Ceccherini
Pour les articles homonymes, voir Ceccherini.
Œuvres principales
- La traduzione, Garzanti 1963 (Premio Prato)
* Le prix de la sagesse, éd. Bietti, 1974
* La signorina della posta 1964
* Una favola, 1974

Silvano Ceccherini, né à Livourne en 1915 et mort en 1974 dans cette même ville, est un écrivain italien.

## Biographie
Né à Livourne en 1915, Ceccherini, surnommé «le Jean Genet italien » pour ses expériences de vie, communes à celles de l'écrivain français, abandonne ses études en quatrième et se livre à seize ans à la petite délinquance. Docker de port, anarchiste, vagabond, voleur et bandit de grand chemin dans la forêt de pins de Tombolo, de 1934 à 1939, il a servi pendant cinq ans à la Légion étrangère française. Engagé à Sidi Bel Abbes, Ceccherini suivit la formation initiale au 1er régiment étranger à Saida. À la fin des quatre mois d'instruction, il fut transféré au 2e Régiment étranger à Meknès au Maroc. Il a décrit son aventure légionnaire dans le roman Des cailloux sur toutes les routes, publié en 1968.
En 1940, alors qu'il servait dans la Marine royale italienne, il fut condamné à cinq ans de prison militaire pour avoir frappé un officier. Il s'est enfui en 1944 et vécut dans l'immédiat après-guerre dans la pinède de Tombolo, en bordure du camp militaire de l'armée américaine, dans une tente avec une prostituée. Il vivait alors de trafic illicite et de vols. Capturé après une fusillade avec la police, il fut condamné à dix-huit ans d'emprisonnement supplémentaires qu'il purgea aux pénitenciers de Pise, San Gimignano, Saluzzo et, pour la plupart du temps, dans la prison de haute sécurité de Porto Azzurro.
Libéré, il vécut en France et en Suisse pour revenir à Livourne en 1973, alors qu'il était malade. Il y décéda l'année suivante, en 1974.
Ceccherini a fait ses débuts dans la littérature italienne en 1963 avec le roman La Traduction, basé sur ses expériences de prisonnier. Il eut un succès modéré en Italie et à l'étranger.

## Ouvrages
- Poèmes d'anarchie, 1963
- La Traduction, Garzanti 1963. (Prix Prato)
- La signorina della posta 1964, (Prix littéraire national Pise 1965 [2] )
- Après la colère, Rizzoli 1965.
- Une mauvaise façon de mourir, Giardini ed., 1965.
- Le Miroir dans l'ascenseur, Rizzoli 1967.
- Drug, éd. Panst, 1967.
- Des pierres sur toutes les routes, Rizzoli, 1968.
- L'Aventurier de Dieu, Rizzoli, 1971.
- Un jour égal et différent, 1973.
- Una favola, 1974, Belforte Editore Libraio
- Le Prix de la sagesse, éd. Bietti, 1974.